# شهرستان لارنس (کنتاکی)
شهرستان لارنس، کنتاکی (به انگلیسی: Lawrence County, Kentucky) یک سکونتگاه مسکونی در ایالات متحده آمریکا است که در کنتاکی واقع شده‌است.